# Латиські імена
Латиські імена — імена та прізвища, поширені серед латишів та на території Латвії. Як і в представників більшості європейських культур, складаються з двох основних частин: одного або декількох особових імен (латис. vārds), за якими слідує прізвище (латис. uzvārds). Зазвичай ім'я пишеться перед прізвищем, зворотній порядок використовується лише в алфавітних переліках та покажчиках.
Зазвичай окрім цих компонентів використовувалося одне або два «середніх імені» або подвійне прізвище. По батькові латиші не використовують, однак у російськомовних джерелах, у яких йдеться про латишів, воно часто вживається (напр. Лайма Станіславівна Вайкуле). Під час радянської окупації Латвії (1940–1991 рр.) тенденція давати дітям середні імена майже зникла, але після відновлення незалежності країни законодавство знову дозволило давати дітям до двох особових імен, що призвело до відродження тенденції.
Латиські імена на різних історичних етапах розвитку латиського народу зазнали суттєвих змін. Утім, іменні традиції у російськомовних латвійців доволі відрізняються від власне латиських, тому згідно з законами Латвії у паспорті є необов'язкова графа, у якій можна вказати історичне написання своїх прізвища, імені та по батькові латинкою.

## Правопис
Написання латиських імен та прізвищ завжди зумовлене орієнтованою на вимову латиською орфографією, тому у випадку іноземців-громадян Латвії або шлюбів між латиськими жінками та іноземцями (якщо вони беруть прізвище чоловіка) іноземні імена та прізвища адаптуються відповідно до вимови та набувають відповідних відмінкових закінчень. Наприклад, Барак Обама буде записаний латиською як Baraks Obama (Баракс Обама), а Джордж Буш — Džordžs Bušs (Джорджс Бушс).
Це правило в останні роки спричинило низку судових процесів, здебільшого за участю етнічних російських латвійців, які були незадоволені додаванням відмінкових закінчень, та латиських жінок, яким не подобалася фонетична транскрипція прізвища чоловіка в документах (наприклад, німецьке прізвище Mentzen (Менцен)  у жіночій формі перетворювалося на Mencena – Менцена); ці позови були відхилені так само, як і позов однієї латиської пари у відповідь на відмову зареєструвати свого сина під ім'ям Otto (замість Oto) та претензія, подана до Ради ООН з прав людини громадянином Латвії російсько-єврейського походження Леонідом Райхманом.

## Язичницькі та християнські імена
Латиські імена поділяються на власне латиські та запозичені з інших мов: наприклад, німецькі, шведські та польські імена.
Власне латиські імена мали характеризувати чесноти їх власників: Мірдза (латис. mirdzēt — сяяти), Дзінтарс (латис.Dzintars — бурштин), Дзідра (латис.. dzidrs — ясний, прозорий, чистий), Ілга (латис. ilgas — мрії), Ліга (liegs — ніжний, легкий). Завдяки відносно пізній християнізації латишів збереглася низка імен, пов'язаних з латиської міфологією, наприклад, Лайма (Laima) — ім'я богині щастя. Відоме поєднання Віра, Надія та Любов латиською буде звучати як Тіциба (Ticība), Церіба (Cerība) та Мілестіба (Mīlestība).
Велику роль у виборі імен відігравали релігійні традиції латишів, які навернулися здебільшого до лютеранства та католицтва. Разом з поширенням християнства (починаючи з ХІІІ століття) до Латвії та латиської мови потрапило багато європейських (в основному) християнських імен, вимова яких змінилася згідно з правилами латиської мови — Єкабс (Jēkabs – Яків), Крістапс (Kristaps – Христофор), Крішьяніс (Krišjānis – Християн), Язепс (Jāzeps – Йосип), Даце (Dace – Доротея), Ілзе (Ilze – Єлизавета).

## Чоловічі і жіночі форми імен та прізвищ
Детальніше: Латиські прізвища
Латиська мова, так само, як і українська, зберігає добре розвинену категорію роду, що відображається як в іменах, так і в прізвищах. Типовою особливістю латиських чоловічих імен — закінчення -с (-s) (Айварс), -ш (-š) (Мартиньш) -іс (-is) (Ілґоніс) або -ус (-us) (Еджус; такі імена сьогодні зустрічаються рідко); закінчення також мають запозичені з інших мов імена, наприклад, Андрейс та Якобс. Втім, частина запозичених чоловічих імен (зазвичай ті, що закінчуються на -о, як-то Іво (Ivo), Райво (Raivo), Ґвідо (Gvido), Бруно (Bruno), Ото (Oto)) закінчень не отримують. Для звертання до конкретної особи також використовується кличний відмінок або його зменшувально-пестливі форми.
Латиські жіночі імена закінчуються на -а або -е.
Латиські прізвища також мають дві форми згідно зі статтю їх власника, напр. Озолс – Озола для чоловіка та жінки відповідно. Ця риса відрізняє балто-слов'янські народи від германських та фіно-угорських, де усі члени родини мають однакову форму прізвища. Типовими закінченнями латиських чоловічих прізвищ є -с (-s), -ш (-š) та -іс (-is) (Озолс, Калниньш, Балодіс), жіночих — -а та -е.
Прізвища відмінюються так само, як і іменники, залежно від закінчень, які визначають, до якої відміни вони належать. Частина прізвищ не змінюється за статтю її власника (зазвичай це прізвища, утворені від іменників жіночого роду, напр. Egle від слова egle – ялина); у такому випадку змінюється лише відмінкове закінчення давального відмінка (кому?) — наприклад, Roberts Egle → дав. Robertam Eglem (Робет Еґле – Робертові Еґле); Inta Egle → дав. Intai Eglei (Інта Еґле – Інті Еґле).

## Історія

### До XIV століття
З середньовічних документів відомо про транскрипцію окремих давньолатиських імен латиною, наприклад, Мелукс (лат. Meluke), Пайке (Paike), Русиньш (Rūsiņš - Russinus), Талівалдіс (Tālivaldis -Talibaldus), Вестард (Viestards - Vesthardus, Vester), Утіліс (Utile), Дравестове (Dravestove), Весдотс (Vesdots), Варидотіс (Varidotis - Waridote), Дарбеславе (Darbeslave), Кайре (Kaire), Рамекіс (Ramēķis - Rameke), Варібулс (Varibuls - Waribule) та Дривінальдс(Drivinalds - Drivinalde). У Хроніці Лівонії також згадуються наступні лівські імена: Іло (Ilo -Ylo), батько Кулевене (Kulevene - Kulewene), Віецо (Vieco - Viezo, Vietzo), батько Ало (Alo), Віліенді (Viliendi), Ульденаґо (Uldenago), Ваде (Vade), Вальдеко (Valdeko), Ґерведерс (Gerveders), Каупо (Kaupo), Анно (Anno), Імаутс (Imauts) чи Імантс (Imants), Кір'янс (Kirjāns), Лаянс (Lajāns), Асо (Aso), Ако (Ako), Дабреліс (Dabrelis), Ване (Vane), Весікіс (Vesiķis), Асе (Ase), Ульдевене (Uldevene), Віевалдіс (Vievaldis). Частина цих імен, наприклад, Ґерведерс або Дабреліс, мають балтійське походження. Згодом частина лівських імен перетворилась на латиські імена, як, наприклад, Імантс або Улдіс.
Також у хроніках XIII–XIV ст. зустрічаються і такі давньолатиські імена, які мали слуги на садибах, як Манеґінтс (Manegints), Радікіс (Radiķis), Тонтеґоде (Tontegode), Тотс (Tots), Ауліс (Aulis), брати Мажейки (brāļi Mažeiki), Ґрімекіс (Grimeķis), Сиркантс (Sirkants), Ґайжа (Gaiža), Дувкантс (Duvkants), Думп'ятс (Dumpjāts), Трейніс (Treinis), Ґрібоніс (Gribonis), Мелвалдіс (Mēlvaldis), Кантебуте (Kantebute), Стеґебуте (Stegebute), Тайтес (Taites), Анґутіс (Angutis), Поя (Poja), Крумс (Krūms), Піткеяніс (Pitkejānis), Таутеніс (Tautenis), Сентотс (Sentots), Ціелава (Cielava), Каридс (Karīds) тощо.
Давньолатиські племена, так само як і всі інші європейські народи, не використовували прізвищ або сімейних імен. Замість них вони використовували прізвиська, що вказували на статус або місце походження їх власника. У тексті Хроніки Лівонії, написаному латиною, згадуються наступні імена: Вячко, правитель Кукенойського князівства (ķēniņš Viesceķis no Kokneses - rex Vetseke de Kukonoyse), Всеволод, князь Герсикський (ķēniņš Visvaldis no Jersikas - Vissewalde rex de Gerzika); у свою чергу Каупо згаданий як правитель Турайди та старйшина Турайдських лівів (Caupo quasi rex et senior Lyvonum de Thoreida). Лівонські феодали також додавали до імен своїх васалів прізвиська, що означали етнічну приналежність останніх, наприклад, Ґерхард Лів (Gerhards Līvs - Gerardus Livo), або назву лена — наприклад, Варидотс з Аутіне (Varidots no Autīnes - Waridote de Antine) чи Ікшкілес Конрадс (Конрад з Ікшкіле) (Ikšķiles Konrāds - Conradus de Ykescole). З часом ці прізвиська стали прізвищами дворянських родин балтійських німців — як, наприклад, Лівени (fon Līveni - von Lieven) або Ікскюлі (fon Ikskili - von Uexküll).

### XIV – XVIII століття
Після хрещеннz давніх латишів або їх переходу до католицтва більша частина селян зберегла свої давні імена, часто разом з іменами, отриманими при хрещенні у церкві — «хрестильними іменами». Водночас і далі існували прізвиська, які могли змінюватися впродовж життя та не переходили на інших членів родини. Іноді також використовувалися імена батька або матері, наприклад батько Теніса, Юрій Маріін (Teņa tēvs, Marijas Juris). Перші прізвища лівського та давньолатиського походження згадуються у джерелах про постійно проживаючих у містах Лівонської конфедерації лівських та латиських членів гільдій у XIV столітті, пізніші імена у Латвії вивчав та збирав Ернестс Блесе (1929).
Після переходу відземських та курляндських правителів до лютеранства у XVI–XVIII ст. було спрямовано більше зусиль пасторів та християнських спілок на просвітництво селян та надання членам чужих племен християнських імен. У 1638 році вийшла частина німецько-латиського фразеологічного та розмовного словника Георга Манцеля під назвою Lettus, у якій записано більше тридцяти латиських імен, наприклад: Антиньш (Antiņš - Anton), Бертуліс (Bērtulis   - Barthold), Ґедертс (Ģederts - Gotthard), Яніс (Jānis - Johannes). Також у словнику сунакстського пастора Готхарда Фрідріха Штендера під назвою Lettisches Lexikon (нім. «Латиський словник»), виданому у 1789 році, згадано більше сотні латиських імен, наприклад: Балцерс (Balcers), Біерніс (Biernis), Єціс (Jēcis), Касперс (Kaspers), Лапіньш (Lapiņš), Бірре (Birre), Незе (Nēze), Дарта (Dārta), Керста (Ķērsta), Кача (Kača), Білле (Bille), Сапе (Sape), Зузе (Zuze), які здебільшого були олатишеними християнськими іменами.
Втім, у «Відземському календарі» (Vidzemes kalendārs), виданому пастором з Рубене Крістофом Гардером у 1781–1790 рр., серед найвживаніших у європейських країнах імен подано також близько 70 давньолатиських: наприклад,  Міліньш (Mīliņš), Міеріньш (Mieriņš), Лаймітс (Laimīts), Ґудріньш (Gudriņš), Ґайсулс (Gaišuls), Ґлабіньш (Glābiņš), Лабдарс (Labdars), Тайсніньш (Taisniņš), Страдулс (Strāduls), Безбайліс (Bezbailis), Ленпратуліс (Lēnprātulis), Даватіньш (Dāvātiņš), Діевбітиньш (Dievbītiņš), Діевкаріньш (Dievkāriņš), Діевдотс (Dievdots), Лабклаїте (Labklājīte), Мелвалдіте (Mēlvaldīte), Паставуле (Pastāvule), Діевклаусіте (Dievklausīte), Клусіте (Klusīte), Желіте (Žēlīte), Дардзіте (Dārdzīte), Шкістула (Šķīstula), Вареніте (Varenīte), Скайдріте (Skaidrīte). Вважається, що ці імена описують процеси надання імен в окремих областях Відземе.
У письмових джерелах можна знайти низку прізвищ, які мали роди ризьких поромників — Ранькіс (Raņķis), Муйжеліс (Muiželis), Думпіс (Dumpis), Озоліньш (Ozoliņš), Кальниньш (Kalniņš), Селіс (Sēlis), Кретіс (Kretis), Дале (Dāle), Рунґайніс (Rungainis), багато поколінь яких працювали у цій галузі. Ризькі латиші, що працювали у сфері німецької економіки, просто «онімечували» зафіксовані у хрестильних документах латиські імена, як, наприклад, Янне (Яніс), Лізе (Līze), Еде (Ede) тощо.; також почалося онімечення латиських прізвищ: наприклад, ім'я Яніс Реньґітіс (Jānis Reņģītis) записувалося як Йоганн Ренґіт (Johann Rengiet), а Симаніс Ранькіс (Sīmanis Raņķis) — як Симон Ранк (Simon Ranck). Більша частина латиських прізвищ, що з'являлися у той час, були німецького, шведського або польського походження, наприклад, Яніс Штейнхауерс (Jānis Šteinhauers; нім. Steinhauer — каменяр).

### XIX століття
Після скасування кріпосного права у Курляндській (1818) та Ліфляндській (1819) губерніях селяни могли вільно переїжджати з однієї мизи до іншої, тому виникла необхідність у більш точній ідентифікації людей у церковних книгах. Процес надання латиських прізвищ у Ліфляндській губернії почався у 1822 році. Задля реєстрації її мешканців у Ліфляндській губернії у 1826 році проведено т. зв. «ревізії душ». Схожу ревізію у 1834 році було проведено в Курляндській губернії, надання прізвищ колишнім кріпакам Курляндії, Семигалії та Селії закінчилась у 1835 році. Звільнення кріпаків та надання прізвищ проходило поступово — першими прізвища отримали господарі, далі слуги миз, а останніми — слуги на сільських господарствах. Прізвище міг узяти старійшина роду, і вон згодом переходило його синам та онукам. Якщо один з синів почав самостійне життя, він також міг узяти собі окреме прізвище. Якщо голови роду не було в живих, то його сини могли взяти собі окремі прізвища.
Нагляд за процесом вибору прізвищ проводили земельні окружні суди та поміщики. Селянин по черзі викликали до суду, де той оголошував вибране ним прізвище. У Ліфляндській та Курляндській губерніях написання прізвищ на той час відповідало правилам німецької орфографії: наприклад, ім'я Анна Карклінь могло бути записане або Anna Kahrkling (німецькою), або Anna Kārkliņ (латиською). У протоколах окружного суду згадувалися старі імена селян та їх нові прізвища, але наразі цих протоколів збереглося дуже мало.
У Латгалії, де так само, як і у частині Вітебської губернії, скасування кріпацтва відбулося лише у 1866 році, часто мешканці одного села отримували одне прізвище.
Більша частина наданих на той час прізвищ належала до таких груп:
1. слова, що позначали посади, титулу, народність, тварин чи природні об'єкти, наприклад Калейс (Kalējs, коваль), Муценіекс (Mucenieks, бондар), Мелдеріс (Melderis. мірошник), Арайс (Arājs, орач), Сеєйс (Sējējs, сіяч), Подніекс (Podnieks, гончар), Ратніекс (Ratnieks, колісник), Бондарс (Bondars, бондар), Сондорс (Sondors, житель села Сондорі), Намікіс (Namiķis, житель села Намікі), Юмікіс (Jumiķis, житель села Юмікі), Канторс (Kantors, кантор), Муйжніекс (Muižnieks, дворянин), Старастс (Stārasts, староста), Ваґарс (Vagars, старійшина округу), Баярс (Bajārs, боярин), Кєніньш (Ķēniņš, князь), Кєйзарс (Ķeizars, кесар), Баронс (Barons, барон), Вайвадс (Vaivads, воєвода), Поліс (Polis, поляк), Звіедріс (Zviedrs, швед), Ваціетіс (Vācietis, німець), Кріевс (Krievs, росіянин), Калнс (Kalns, гора), Лейя (Leja, долина), Целмс (Celms, пень), Берзс (Bērzs, береза), Озолс (Ozols, дуб), Вітолс (Vītols, верба), Ліепа (Liepa, липа), Вілкс (Vilks, вовк), Лаціс (Lācis, ведмідь), Бріедіс (Briedis, олень), Балодіс (Balodis, голуб), Ванаґс (Vanags, сокіл), Рубеніс (Rubenis, тетерук), Медніс (Mednis, глушець), Сілс (Sils, бір), Апсе (Apse, осика), Алксніс (Alksnis, вільха), Пріеде (Priede, сосна), Вейш (Vējš, вітер), Ґулбіс (Gulbis, лебідь), Ґайліс (Gailis, півень);
2. слова, до яких додані закінчення зменшувально-пестливої форми (-iņš, -iņa, -ītis, -īte), наприклад: Калниньш (Kalniņš, маленька гора), Леїньш (Lejiņš, маленька долина), Целміньш (Celmiņš, маленький пень), Берзиньш (Bērziņš, берізка), Озоліньш (Ozoliņš. дубок), Ліепиньш (Liepiņš, липка), Сіліньш (Siliņš, маленький бір), Вілциньш (Vilciņš, вовчок), Лацітіс (Lācītis. ведмедик), Пріедіте (Priedīte. сосенка), Сауліте (Saulīte, сонечно), Ґайлітіс (Gailītis, півник), Муциньш (Muciņš, маленька бочка), Кріевіньш (Krieviņš), Звіедрітіс (Zviedrītis), Політіс (Polītis);
3. слова, до яких додане закінчення приналежності (-nieks, -ietis), наприклад: Лейніекс (Lejnieks, житель долини), Бісеніекс (Bisenieks. мешканець села Бісеніекі), Калненіекс (Kalnenieks, людина, що живе на горі), Озолніекс (Ozolnieks), Пріедніекс (Priednieks), Курземніекс (Kurzemnieks, житель Курляндії), Езерніекс (Ezernieks, людина, що живе на озері), Ґаленіекс (Galenieks), Сауліетіс (Saulietis), Пакалніетіс (Pakalnietis, людина, що живе біля підніжжя гори);
4. слова, до яких додаються різні закінчення приналежності (-āns, -ēns, -ārs,- ums, -uks, -ājs, -ējs, -užs, -avs, -ens, -ants, -ars, -arts, -āts, -ents, -onts, -uts, -ūns, -ons, -eiks), наприклад: Пріданс (Pridāns), Ґуленс (Gulēns), Калнарс (Kalnārs), Ґродумс (Grodums), Кірплюкс (Kirpļuks), Калнайс (Kalnājs), Салнайс (Salnājs), Лінужс (Linužs), Біркавс (Birkavs), Ґалейс (Galējs), Рібенс (Rībens), Порґантс (Porgants), Зументс (Zuments), Зіґмонтс (Zigmonts), Сукутс (Sukuts), Мешкунс (Meškūns), Бльодонс (Bļodons), Рупейкс (Rupeiks);
5. складені латиські слова, другою частиною яких, у свою чергу, є слова  -gals, -kalns, -mals, -miķelis, -jānis, -arājs (кінець, гора, край, Мікєліс (Михайло), Яніс, орач), наприклад: Лаукґалс (Laukgals, кінець поля), Зелткалнс (Zeltkalns, золота гора), Рожкалнс (Rožkalns), Пурмалс (Purmals), Сіламікєліс (Silamiķelis), Маз'яніс (Mazjānis, малий Яніс), Мілзарайс (Milzarājs);
6. німецькі слова, що позначають посади, тварин, дерева та інші об'єкти, наприклад: Шмітс (Šmits, коваль), Мейерс (Meijers, управитель), Міллерс (Millers, мірошник), Бекєріс (Beķeris, пекар), Веберс чи Веверс (Vēbers/Vēvers, ткач), Бауерс (Bauers, селянин), Шульцс (Šulcs, старійшина родини), Шведе (Švēde, швед), Сакс (Sakss, саксонець), Войтс (фоґт, війт), Бруверіс (Brūveris, бровар), Шлесерс (Šlesers, слюсар), Фішерс (Fišers, рибалка), Кріґерс (Krīgers, воїн), Пасторс (Pastors, пастор), Зандерс (Zanders, судак), Вольфс чи Вульфс (Volfs/Vulfs, вовк), Хіршс (Hiršs, олень), Лінде (Linde, липа), Ейхе (Eihe, дуб), Вейде (Veide, верба), Бушс (Bušs, кущ), Цанс (Cāns, зуб), Плате (Plāte, неглибока миска), Шванс (Švāns, лебідь), Шперліньш (Šperliņš, горобець), Біркс (Birks, береза), Зонне (Zonne, сонце), Штернс (Šterns, зірка), Таубе (Taube, голуб), Вейсс (Veiss, балтс), Шварцс (Švarcs, чорний), Браунс (Brauns, коричневий), Ґрінс (Grīns. зелений);
7. німецькі складені слова, другою частиною яких були слова -manis (чоловік), -sons (син), -šteins (камінь), -bahs (струмок), -dorfs (село), -bergs (гора), -tāls (долина), -lands (земля), -felds (поле), -baums (дерево), -valds (ліс), -šmits (коваль), -meisters (майстер), наприклад: Блауманіс (Blaumanis), Сілманіс (Silmanis), Сталтманіс (Staltmanis), Андерсонс (Andersons), Кірхенштейнс (Kirhenšteins), Шварцбахс (Švarcbahs), Бендорфс (Bendorfs), Вейнберґс (Veinbergs), Розенталс (Rozentāls), Нейландс (Neilands), Фрейденфельдс (Freidenfelds), Вейденбаумс (Veidenbaums), Кронвальдс (Kronvalds), Ревальдс (Rēvalds), Ольберґс (Olbergs), Дамберґс (Dambergs), Кронберґс (Kronbergs), Сіліньшмітс (Siliņšmits), Бумейстеріс (Būmeisters);
8. польські та білоруські прізвища, до яких додавалися закінчення -skis, -ičs, -ics, -čiks, -ko, наприклад: Латковскіс (Latkovskis), Лазовскіс (Lazovskis), Ковалєвскіс (Kovaļevskis), Домбровскіс (Dombrovskis), Янковскіс (Jankovskis), Раткевічс (Ratkēvičs), Кокоревічс (Kokorevičs), Юревіцс (Jurēvics), Янкевіцс (Jankevics), Балдунчікс (Baldunčiks), Шилейко (Šileiko), Будрейко (Budreiko),Андрейко (Andreiko);
9. російські прізвища, до яких додавалися закінчення -ovs, -evs, -ins, наприклад: Трет'яковс (Tretjakovs), Морозовс (Morozovs), Івановс (Ivanovs), Йонєвс (Joņevs), Кокінс (Kokins), Латишевс (Latiševs), Лоґінс (Logins), Мартужевс (Martuževs);
10. литовські слова з закінченнями -ūns, -elis, -ulis, -užis, -uks, наприклад: Ґас'юнс (Gasjūns), Крімунс (Krimūns), Мешкунс (Meškūns), Цірвеліс (Cirvelis), Калвеліс (Kalvelis), Маджуліс (Madžulis), Ґраудужіс (Graudužis), Паулюкс (Pauļuks);
11. естонські слова, другою частиною яких були слова -seps (коваль), -sārs (острів), -megi (гора), наприклад: Раудсепс (Raudseps), Кумсарс (Kumsārs), Сосарс (Sosārs), Кокамеґі (Kokamegi).

Близько 1850 року єлгавський лютеранський пастор Рудольф Шульц писав, що імена нелатиського походження записуються за правилами латиської орфографії: так словосполучення книга Карла Беккера записувалася не grahmata sarakſtita no Carl Becker, а no Kahrļa Beķķera. Також він пропонував адаптувати до латиської мови запозичені німецькі імена за допомогою особливих методів, наприклад, заміни запозичених букв (f, h, ch тощо) латиськими, наприклад, писати ім'я Фріц як Пріціс (Pricis) або Спріціс (Spricis), Філіпп — як Віліпс (Vīlips), Бухгольц — як Букултц (Bukults). Втім, німецькі автори, що писали латиською, та консервативні латищі ще довго цьому опиралися. Так, газета «Latviešu Avīzes» («Латиська газета») пропонувала зберегти традицію початку ХІХ століття: німецькі імена записувалися в оригінальній формі, а російські — транслітерувалися без граматизації. Карліс Кундзиньш у журналі «Baltijas Vēstnesis» («Балтійський вісник») у 1871 році виступав проти цієї традиції:
|  | Все більше латиські автори полюбляють писати свої імена та прізвища без закінчень. [..] Латиші мають своє закінчення «-с»; жоден не скаже у називному відмінку: Петер, Ян, Карл, зате кожен скаже: Петерс, Янс чи Яніс та Карліс. [..] ..справжній латиш ніколи не скаже: Осе, Озолінг, Крумінг, Калнінг, а Осіс, Озоліньш, Круміньш, Калниньш. ..так само і у німецьких прізвищах на –сон та -берг не можна забувати про закінчення -с, наприклад, Клейнбергс, Рейнсонс. [..] Латиській мові чужі такі букви, як th, ä, ü, ö, y та інші. Чужі слова там, де вони зустрічаються треба писати так, як кожен латиш зможе їх прочитати та вимовити. |

### XX століття
Після створення Латвійської республіки проблему латиських імен було обговорено на засіданнях Мовознавчої комісії; було створено правила для правильного написання прізвищ у латвійських документах. У 1927 році Сейм Латвії затвердив «Закон про написання імен та прізвищ в латвійських паспортах» («Likums par vārdu un uzvārdu rakstīšanu Latvijas pasēs») та опублікував дві урядові постанови, згідно яких прізвища почали записувати відповідно до вимог правопису латиської мови. Хоча латиські прізвища зазнали змін, сучасні норми їх використання були вироблені вже у 1930-х рр. З метою сприяння зміні прізвищ, які мали принизливе чи непристойне значення або прізвищ, які не були милозвучними, не відповідали належній національності особи, складалися з декількох слів або просто занадто довгими, 21 грудня 1939 року Кабінет міністрів ухвалив «Закон про зміну прізвища» («Likumu par uzvārdu maiņu»), у статті 2 якого зазначено, що при зміні прізвища «етнічним громадянам Латвії можна обирати лише латиські прізвища. Нелатишам не можна обирати латиські прізвища.» За перші три місяці близько 4800 осіб подали заяви про зміну своїх прізвищ. Так, багато латишів змінили свої німецькі прізвища на споріднені прізвища латиського походження, часто буквально перекладені, наприклад: Альтберґс (Altbergs) на Вецкалнс (Veckalns), Вейсберґс (Veisbergs) на Балткалнс (Baltkalns), Фрейфельдс (Freifelds) на Брівлаукс (Brīvlauks), Розенфельдс (Rozenfelds) на Рожлаукс (Rožlauks), Біркенталс (Birkentāls) на Берзлейя (Bērzleja) тощо.
У 1930-х рр. також зросла тенденція до називання новонароджених іменами латиського походження. Також самостійними іменами стали імена, які раніше були лише скороченими формами, наприклад, Валдіс (Valdis) — похідне від імені Вальдемарс (Valdemārs); багато імен зберегли подвійне використання — особи, офіційні імена яких були Андрейс (Andrejs), Вальдемарс (Valdemārs), Ґуставс (Gustavs), у колі сім'ї або друзів називали себе Андрісами (Andris), Валдісами чи Ґустами (Gusts). Ця тенденція збереглася і після Другої Світової війни, коли з 1945 по 1971 рр. серед п'ятдесяти найпопулярніших чоловічих імен були десять імен латиського походження — Валдіс, Ґунтіс (Guntis), Дайніс (Dainis), Вільніс (Vilnis), Аґріс (Agris), Дзінтарс (Dzintars), Модріс (Modris), Віестурс (Viesturs), Лаймон(і)с (Laimon(i)s), Зіедоніс (Ziedonis). Водночас 15 з 50 найпопулярніших жіночих імен мали латиське походження — Дзінтра (Dzintra), Ґунта (Gunta), Айя (Aija), Сарміте (Sarmīte), Ліґа (Līga), Айна (Aina), Скайдріте (Skaidrīte), Ілґа (Ilga), Валда (Valda), Велта (Velta), Дайґа (Daiga), Індра (Indra), Расма (Rasma), Аустра (Austra), Рудіте (Rudīte). Пізніше популярність латиських імен зменшилася. У 1980-х рр.у першій половині переліку найпопулярніших чоловічих імен було лише п'ять власне латиських — Дайніс, Аґріс, Ґунтіс, Валдіс та Дзінтарс, а жіночих — лише вісім: Ліґа, Айя, Дайґа, Ґунта, Індра, Дайна та Сарміте.
Слід також зазначити, що за радянських часів латиські імена були значною мірою русифіковані. Зокрема, латиші отримували імена за радянською (російською) моделлю: прізвище, ім'я та по батькові; так само відкидалися закінчення чоловічих імен. Наприклад, поет Імантс Зіедоніс у документах був записаний як Имант Янович Зиедонис.
Після відновлення незалежності Латвії у 1997 році власне латиські імена не потрапили до списку найпопулярніших. Чоловіче ім'я Рітварс (Ritvars) посідало лише 56-те місце, а жіночі імена Мадара (Madara), Ліґа, Ласма (Lāsma) та Лелде (Lelde) були єдиними іменами, що ввійшли до переліки п'ятидесяти найпопулярніших.
Також після відновлення незалежності та видачі паспортів почалися дискусії про адаптацію імен нелатиського походження до правил латиської мови. Окремі громадяни Латвії та її постійні мешканці вважають, що пристосування їх імен та прізвищ до норм латиської мови є грубим порушенням їхнього особистого життя. Численні претензії було направлено до Європейського суду з прав людини: так, у 1998 році місцевий відділ Латвійського управління зі справ громадянства та міграції видав Тетяні та Дмитру Шишкіним паспорти негромадян, у яких їх прізвища замість Шишкін/Шишкіна (Šiškins/Šiškina) були записані як Сіскін/Сіскіна (Siskins/Siskina). Суд відхилив позов Шишкіних. Також у 1998 році Лідія Кухареца відмовилася отримувати свій паспорт негромадянки через те, що українською мовою її прізвище мало писатися як Кухарець (Kuharec). Наступного року позов до Європейського суду подала громадянка Юта Менцена, яка вийшла заміж за громадянина Німеччини та узяла його прізвище Ментцен (Mentzen); у 1998 році їй видали паспорт, у якому стояло прізвище Менцена (Mencena). Жінка оскаржувала нове написання її прізвища, але програла справу. Руслан Панкратов згодом заснував товариство під назвою «Поверніть наші імена» («Atdodiet mūsu vārdus»).

## Тенденції останніх років
Починаючи з 1920-х рр. до Латвії прийшла мода на створення великої кількості штучних імен на основі різноманітних образових чи звукових асоціацій та/або варіацій вже існуючих західноєвропейських імен (Меліта, Аніта тощо), які формально вважаються окремими іменами. В останні роки популярність власне латиських імен в Латвії зменшується; на думку експертів причиною цього є бажання жінок слідувати моді. Окрім цього, за радянських часів латиські імена були формою протесту проти соціалістичної системи; наразі така мотивація вже не актуальна. За даними Латвійського управління у справах громадянства та міграції такі імена, як Ліга, Метра, Ліксма, Велдзе, Тейка, Мірта, Індрикіс, Друвіс та Дзінтарс знаходяться під загрозою зникнення. Наприклад, у 2010 році лише одна особа в Латвії мала ім'я Аусміс.

## День імені
Латвія є однією з країн, у яких святкують іменини (vārda dienas), святкування яких традиційно майже так само важливе, як святкування дня народження. Більшість іменин пов'язані з днями святих у церковному календарі, проте в останні роки спеціальна комісія додає до календаря нові імена.
Деякі імена та їх іменини пов'язані з важливими святами: наприклад, одне з найважливіших свят, день літнього сонцестояння, відомий у Латвії як Янів день (Jāņi), починається 23 червня зі свята Ліго (день іменин для жіночого імені Ліга (Līga)) та продовжується 24 червня, коли святкують власне Янів день (Jāņu diena) — іменини для чоловічого імені Яніс (Jānis). Так само день святого Мартина (Mārtiņi), який святкується 10 листопада, збігається з днем іменин для чоловічих імен Мартиньш (Mārtiņš), Марціс (Mārcis) та Маркус (Markuss).

## Найпопулярніші латиські імена та прізвища
Нижче наведені найпоширеніші етнічні латиські імена. Втім, якщо зважати на численну слов'янську діаспору (росіяни, українці та білоруси, представники яких складають третину населення Латвії, то чільні місця у списках найпоширеніших імен посідають слов'янські імена: наприклад, популярне серед слов'ян імн'я Олександр (або Aleksandrs латиською) є другим за популярністю ім'ям у Латвії, якщо враховувати усі народи, що проживають на її території.
| №  | Чоловічі імена     | Жіночі імена        | Прізвища              |
| -- | ------------------ | ------------------- | --------------------- |
| 1  | Яніс (Jānis)       | Анна (Anna)         | Берзиньш (Bērziņš)    |
| 2  | Андріс (Andris)    | Крістіне (Kristīne) | Калниньш (Kalniņš)    |
| 3  | Юріс (Juris)       | Інесе (Inese)       | Озоліньш (Ozoliņš)    |
| 4  | Едґарс (Edgars)    | Інґа (Inga)         | Янсонс (Jansons)      |
| 5  | Маріс (Māris)      | Ілзе (Ilze)         | Озолс (Ozols)         |
| 6  | Айварс (Aivars)    | Ліґа (Līga)         | Ліепіньш (Liepiņš)    |
| 7  | Мартиньш (Mārtiņš) | Даце (Dace)         | Круміньш (Krūmiņš)    |
| 8  | Петеріс (Pēteris)  | Аніта (Anita)       | Балодіс (Balodis)     |
| 9  | Іварс (Ivars)      | Марія (Marija)      | Еґлітіс (Eglītis)     |
| 10 | Валдіс (Valdis)    | Івета (Iveta)       | Петерсонс (Pētersons) |

Після 2000 року найпопулярніше чоловіче ім'я Яніс (Jānis) втратило свою чільну позицію — спочатку найпопулярнішим іменем для хлопчиків стало ім'я Роберт (Roberts), а згодом — Артур (Artūrs). Також батьки почали частіше вибирати синам такі імена, як Маркус (Markuss), Ральф (Ralfs), Даніель (Daniels).; популярними лишилися і такі імена, як Мартиньш (Mārtiņš), Річард (Ričards), Карліс (Kārlis) та Еміль (Emīls). Зокрема, серед найпопулярніших імен для новонароджених-хлопчиків у Латвії 2016 року фігурували такі імена, як Роберт (Roberts), Густав (Gustavs), Даніель (Daniels), Олівер (Olivers), Марк (Marks) та Карліс (Kārlis).
Серед жіночих імен на початку століття незмінним лідером лишалося ім'я Лаура (Laura), за яким йшли імена Еліна (Elīna), Анна (Anna) і Саманта (Samanta). Ім'я Мадара було єдиним найпопулярнішим власне латиським іменем, проте невдовзі його випередило ім'я Катріна. Станом на 2016 рік найпопулярнішими ім'ями для новонароджених дівчаток у Латвії були Софія (Sofija), Емілія (Emīlija), Аліса (Alise), Марта (Marta), Анна (Anna) та Ельза (Elza).

### Найпопулярніші імена для новонароджених у Латвії (2016 рік)[19]
| Чоловічі імена    | У 2016 році (в Латвії/за кордоном) | Жіночі імена     | У 2016 році (в Латвії/за кордоном) |
| ----------------- | ---------------------------------- | ---------------- | ---------------------------------- |
| Роберт (Roberts)  | 291 (276/15)                       | Софія (Sofija)   | 320 (294/26)                       |
| Густав (Gustavs)  | 224 (217/7)                        | Емілія (Emīlija) | 267 (247/20)                       |
| Даніель (Daniels) | 206 (172/34)                       | Аліса (Alise)    | 250 (236/14)                       |
| Олівер (Olivers)  | 199 (180/19)                       | Марта (Marta)    | 232 (245/13)                       |
| Марк (Marks)      | 186 (169/17)                       | Анна (Anna)      | 213 (201/12)                       |
| Карліс (Kārlis)   | 183 (182/1)                        | Ельза (Elza)     | 181 (179/2)                        |

## Зовнішні посилання
- B.O. Unbegaun (1978). Russian Surnames. London: Oxford University Press. Латиські прізвища (переклад з англійської мови) (рос.)
- 100 найпопулярніших імен в Латвії у 1918 роціа [Архівовано 12 травня 2021 у Wayback Machine.] (латис.)
- Paplašinātais vārdadienu kalendārs portālā „Cāļa bērni” (латис.)
- Senie suiti vārdi [Архівовано 18 лютого 2015 у Wayback Machine.] (латис.)
- Senie suiti uzvārdi [Архівовано 18 лютого 2015 у Wayback Machine.] (латис.)
- Имена народов мира. Латыши (рос.)
- Календар імен 2000—2003 рр. (латис.)
- Рідкісні та незвичайні імена Латвії [Архівовано 28 травня 2018 у Wayback Machine.] (латис.)